# Cinara sclerosa
Cinara sclerosa är en insektsart som beskrevs av Richards 1956. Cinara sclerosa ingår i släktet Cinara och familjen långrörsbladlöss. Inga underarter finns listade i Catalogue of Life.